# کنار تالاب آرام

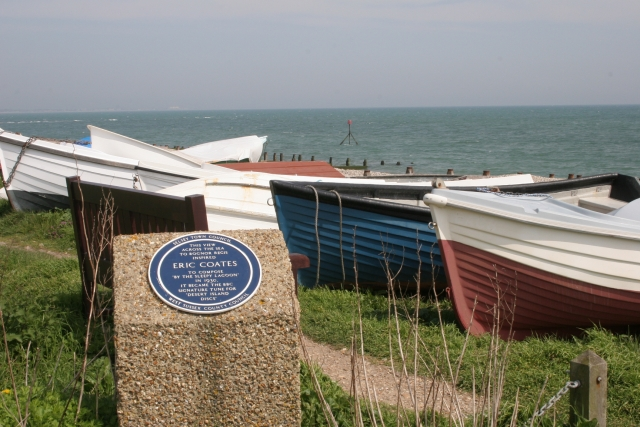
لوح گرامیداشت اریک کوتس و ساخته شدن آهنگ کنار تالاب آرام در سلسی، ساسکس غربی. (جزئیات لوح)

کنار تالاب آرام (انگلیسی: By the Sleepy Lagoon) یک سرناد والس که در سال ۱۹۳۰ توسط اریک کوتس ساخته شد و از دههٔ ۱۹۴۰ میلادی به یک موسیقی عامه‌پسند مبدل شد.
این آهنگ تا کنون توسط هنرمندان گوناگونی چون داینا شور، دیوید رز و گلن میلر اجرا شده‌است و از سال ۱۹۴۲ موسیقی متن برنامهٔ مشهور رادیویی لوح‌های جزیره متروک بوده‌است.